# 텍토사게스족

텍토사게스족의 이주

텍토사게스족(Tectosages) 또는 텍토사기이족 (Tectosagii)은 톨리스토보기이족, 트로크미족과 함께 소아시아 중부 갈라티아의 고대 갈리아계 세 개 부족 중 하나이다.
스트라본에 따르면, 텍토사게스족은 갈리아의 톨로사에서 기원했다고 하며, 그곳에서 그들은 올카이 부족 연방 중 하나였다. 갈리아인들의 발칸반도 침략 기간인 기원전 280년 쯤에 델포이에서 돌아오던 올카이 텍토사게스족이 주요 무리에서 갈라져 다른 두 부족 톨리스토보기이족, 트로크미이족의 대열에 합류했다. 기원전 278년 경에 그들은 비티니아의 니코메데스 1세에게 용병으로 고용되어 보스포루스 해협을 건넜다. 비티니아를 떠나면서 그들은 소아시아 지역을 약탈하고 마침내 프리기아 동부 지역에 정착하여, 그곳에서 그들은 갈라티아인이라는 정체성을 띈 새로운 켈트족 연합을 세웠다. 텍토사게스족은 그들의 수도 앙카라를 일대의 갈라티아 지역 가운데를 차지했고, 서쪽은 톨리스토보기이족, 동쪽은 트로크미이족이 차지하였다.